# コーンウォリス (戦列艦)
| 南京条約はコーンウォリス艦上で結ばれた | |
| 艦歴                                   | |
| 発注:                                  | 1810年7月25日 |
| 建造:                                  | ボンベイ工廠 |
| 進水:                                  | 1813年5月12日 |
| その後:                                | 1957年解体 |
| 性能諸元                               | |
| クラス:                                | ヴァンジュール級戦列艦 |
| 全長:                                  | 砲列甲板：176ft（53.6m） 竜骨：145ft 1in（44.2m） |
| 全幅:                                  | 47ft 6in（14.5m） |
| 喫水:                                  | 21ft（6.4m） |
| 機関:                                  | 帆走（3本マストシップ） |
| 兵装:                                  | 74門： 上砲列：18ポンド（8kg）砲28門 下砲列：32ポンド（15kg）砲28門 後甲板：12ポンド（5kg）砲4門、 32ポンド（15kg）カロネード10門 艦首楼：12ポンド（5kg）砲2門、 32ポンド（15kg）カロネード2門 艦尾楼：18ポンド（8kg）カロネード6門 |

コーンウォリス（HMS Cornwallis）は1813年5月12日にボンベイで進水したヴァンジュール級74門3等戦列艦。